# Lacmellea panamensis
Lacmellea panamensis är en oleanderväxtart som först beskrevs av R. E. Woodson, och fick sitt nu gällande namn av Markgraf. Lacmellea panamensis ingår i släktet Lacmellea och familjen oleanderväxter. Inga underarter finns listade i Catalogue of Life.